# Окевела (підрозділ окружного секретаріату)
Підрозділ окружного секретаріату Окевела — підрозділ окружного секретаріату округу Хамбантота, Південна провінція, Шрі-Ланка. Складається з 60 Грама Ніладхарі.